# سیلور ویتون
سیلور ویتون (به انگلیسی: Silver Wheaton) شرکت استخراج معدن کانادایی است، که در زمینه استخراج نقره و طلا فعالیت می‌کند.
شرکت سیلور ویتون یکی از شرکت‌های تابعه گولدکورپ بود، که در سال ۲۰۰۴ تفکیک شد و به صورت عمومی ثبت گردید. این شرکت دارای تخصص در حوزه استخراج نقره بوده و ظرفیت تولیدی بالغ بر ۲۶ میلیون اونس نقره را دارا می‌باشد، همچنین از طریق پروژه‌هایی که با هدف استخراج نقره از معادن فلزات مختلف، که متعلق به شرکت‌های دیگر می‌باشند، منعقد می‌کند نیز، معادل ۲۴ میلیون اونس نقره به‌فروش می‌رساند.
دفتر مرکزی این شرکت در شهر ونکوور، کانادا قرار دارد و بخشی از سهام آن در بازار بورس نیویورک، بورس فرانکفورت و بازار بورس تورنتو معامله می‌شود. این شرکت در حال حاضر دارای عملیات در کشورهای پرو، مکزیک، آرژانتین، استرالیا، پرتغال، شیلی، ایالات متحده آمریکا، کانادا، یونان و سوئد می‌باشد.